# Meu Número
Meu Número é uma canção da dupla sertaneja Hugo & Guilherme em parceria com Jorge & Mateus, lançada como quarto e último single do álbum Próximo Passo em 13 de abril de 2022, mas anteriormente incluída no EP de 7 faixas, lançado em 25 de março de 2022.
“Essa letra é uma das mais bonitas que nós trabalhamos no (álbum) Próximo Passo, é aquela música que dá vontade de sofrer. Estamos muito felizes com a recepção do público na primeira vez que cantamos, incrível ver que já sabiam cantar, agora esperamos que ouçam bastante essa moda”, vibraram.
A música fala sobre um homem que está deixando sua amada ir embora, mesmo que ele não esteja pronto para isso. A letra sugere que às vezes é necessário deixar ir e seguir em frente, mesmo que seja difícil. O refrão da música expressa uma contradição emocional: por um lado, o eu lírico demonstra maturidade ao permitir que o outro explore novas possibilidades amorosas, mas, por outro, revela um sentimento de esperança de que o amor perdido possa retornar.
Hoje eu tô te deixando voar / Mas por dentro eu quero te prender / Se você resolver não voltar / Eu só quero o melhor pra você
(...)
Se acaso ele te machucar / O meu número nunca mudou